# Gli anelli di Magozor
Gli anelli di Magozor (Кольца Альманзора, Kol'ca Al'manzora) è un film del 1977 diretto da Igor' Voznesenskij.

## Trama
La regina Januaria vuole sposare entrambe le figlie, ma Augusta è troppo cattiva e Alely dice sempre quello che pensa. E all'improvviso il mago Almanzor decide di aiutarli e offre alle ragazze la scelta di due anelli: il solito d'oro e la latta magica.